# Philia-Kultur

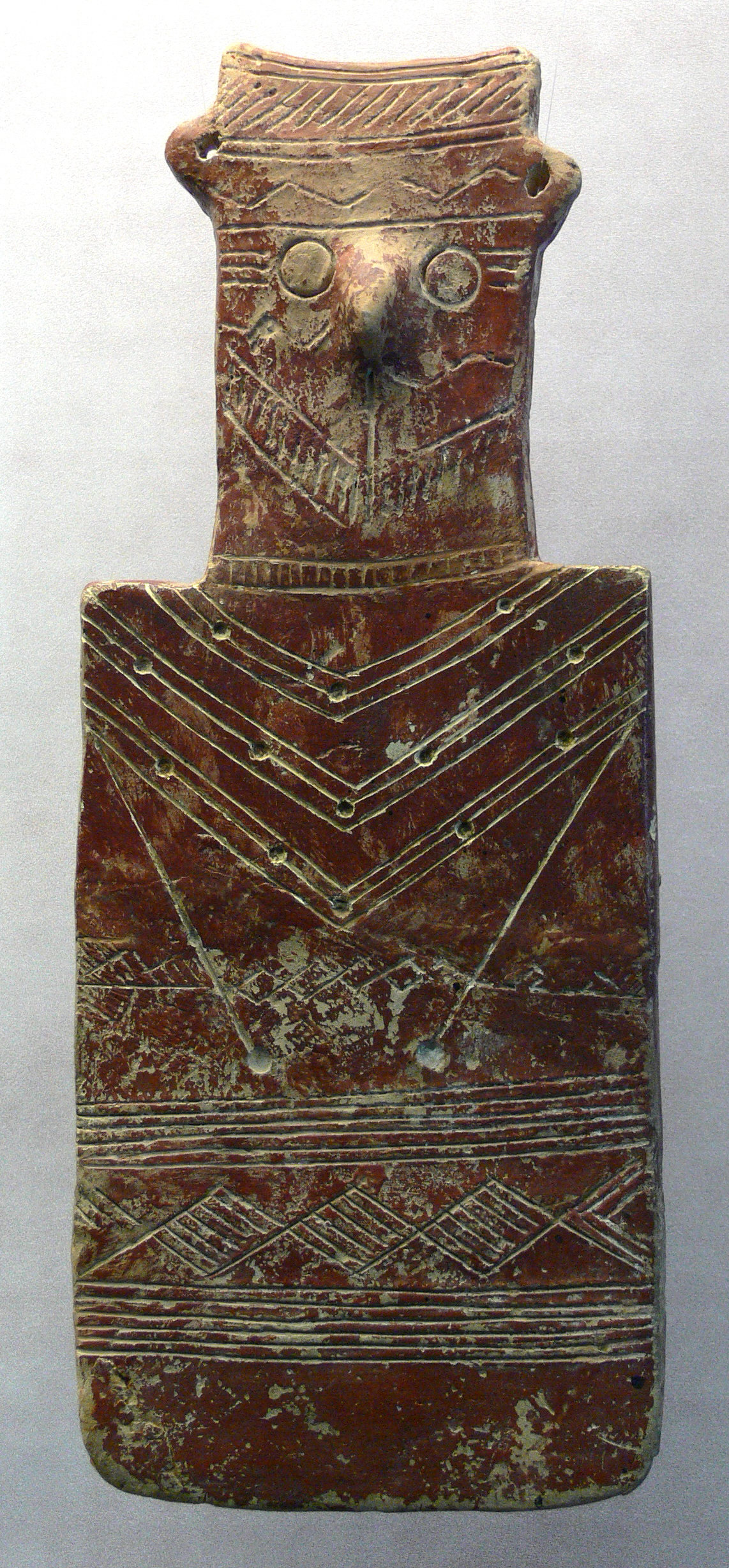
Zyprisches Brettidol der Red polished ware (2100–2000 v. Chr.); heute im Museum zu Allerheiligen.

Die Philia-Kultur ist die frühste bronzezeitliche Kultur auf Zypern. Sie datiert ab ca. 2500 bis 2000 v. Chr. und ist nach einem Friedhof bei Morphou (im Norden der Insel) benannt. Die Philia-Kultur ist von 19 Fundplätzen auf der Insel bekannt. Es ist vermutet worden, dass der Beginn dieser Kultur mit der Ankunft von Siedlern aus Anatolien in Verbindung steht. Es wird ein Anwachsen der Bevölkerung konstatiert.
In den Siedlungen (z. B. Marki Alonia, Sotira Kaminoudhia) treten nun zum ersten Mal rechteckige (an Stelle von runden) Häuser auf. In der Keramik sind vor allem rot-polierte (red-polished) Gefäße, weiß bemalte, schwarz überzogene und rot-polierte Ware typisch. Die Keramik ist meist sehr gut gearbeitet. Die rot-polierte Ware ist manchmal mit weißen geometrischen Mustern bemalt. Typische Formen sind Kannen mit hohem Ausguss und einem Henkel. Einige Keramikformen haben Parallelen in Anatolien.
Während der Philia-Kultur wurde die Rinderhaltung auf Zypern wieder eingeführt. Es gibt Anzeichen für einen intensiven Kupferabbau. Metallobjekte wurden oft in Formen gegossen und bezeugen die Einführung fortschrittlicher Techniken. Typisch für die Philia-Kultur sind spiralförmige Ohrringe, bronzene Armbänder sowie diverse Äxte. Es gibt Schmuck aus Muschelschalen und kleine Tonfiguren, die als Spinnwirteln gedient haben.